# 安土市
安土市（あづちし）は、滋賀県神崎郡能登川町、五個荘町と蒲生郡安土町の合併によって誕生する計画があった市の名称。

## 経緯
3町は2002年1月4日に法定合併協議会を設置し、住民からの新市名の公募を行ったところ、3,698点の名称案があり、その内「安土市」「きぬがさ市」「近江安土市」「東近江市」の4案に絞られた。そして9月27日に合併協議会の委員33人（1人欠席）による無記名投票の結果、「安土市」が19票、「きぬがさ市」が14票となり、「安土市」に内定した。
ところが五個荘町の委員から「現在の町名（能登川・安土・五個荘）を選べば、吸収合併を想起させる」「生まれ育った町の名は愛着があるが、後々しこりを残さないよう新しい名前の方がよい」として既存の名称を使うことに反対の意見が挙がった。能登川町の住民からも「人口、経済ともに（3町の中で）最大規模の能登川が、なぜ経済的・人口共に小さい安土の名称を使わなければならないのか」「新市役所は能登川の町役場を使用すると決めたのに、なぜ名称が安土なのか」「対等合併なのだから既存の名称を使わず、別の名称にするべきだ」と反対の声が上がり、両町の住民から「きぬがさ市」（「きぬがさ」は3町にまたがる繖山（きぬがさやま、観音寺山）の名前に由来）に変更するように働きかけがあった。
しかし五個荘町以外の合併協議会委員は「協議結果を尊重する」として、住民の新市名変更の要望を拒否し、新市名は「安土市」に決定した。この決定に五個荘町が反発、2002年12月15日に合併協議会からの脱退を宣言し、同月30日の会合を最後に協議会は解散となった。
この3町の合併協議会は、住民の意向を尊重して慎重に合併協議を進めていた。新市名さえ決定すれば合併を待つだけという段階にまで至ったにもかかわらず、最後にそれまでの努力の全てを水の泡にする決定を行った合併協議会に対する疑問の声も上がった。

## その後
3町合併協議会解散後、能登川町と安土町との2町合併案も挙がったが、能登川町の委員が「安土市」を支持したことに対して同町住民からの苦情が殺到し、最終的には能登川町も合併協議会を脱退することになった。
五個荘町は2005年（平成17年）2月11日に八日市市、神崎郡永源寺町、愛知郡愛東町、湖東町と合併して東近江市となり、能登川町も2006年1月1日、蒲生郡蒲生町とともに東近江市に編入合併した。
一方、安土町は隣の近江八幡市と法定合併協議会を設置し、新市名を「安土八幡市」としたが、この名称案に近江八幡市側が猛反対し、安土町でも2005年3月に行われた住民アンケートの結果、合併反対が多数となり、結局この合併も白紙撤回となり安土町は孤立することとなった。
その後、「近江八幡市・安土町まちづくり研究会」が発足、2009年（平成21年）5月22日には合併協議会の委員投票で新市名を「近江八幡市」に決定し、同年5月31日に両市町長が合併協定に調印し、2010年（平成22年）3月21日に新・近江八幡市が発足した。旧・安土町には安土町地域自治区が設けられている。